# Augustus Pitt Rivers
Augustus Henry Lane Fox Pitt Rivers FRS FSA FRAI (14. april 1827 - 4. maj 1900) var en engelsk officer i den britiske hær, etnolog og arkæolog. Han var kendt for sine innovationer inden for arkæologisk metoder og museumsudstillinger af arkæologiske og atnologiske samlinger. Hans internationale samling på omkring 22.000 genstade blev starten på Pitt Rivers Museum og University of Oxford mens han samling af engelsk arkæologi fra området omkring Stonehenge danner bassi for samlingen på The Salisbury Museum i Wiltshire.
Igennem det meste af sit liv brugte han efternavne Lane Fox, under hvilket navn hans tidlige arkæologiske rapporter blev udgivet. I 1880 skiftede han navn til Pitt Rivers, da han arvede en ejendom fra Lord Rivers (en fætter) på mere end 32.000 tønder land i Cranborne Chase.
Hans familienavn bliver ofte stavet som "Pitt-Rivers". Hans mellemnavn bliver nogle gange stavet som "Lane-Fox".